# Reprise individuelle
La reprise individuelle est une forme d’action directe consistant pour un individu à voler des biens dans le but d’obtenir une redistribution des richesses des riches vers les pauvres. Ce concept a pris une importance particulière au début du XXe siècle à la suite d'actes d’anarchistes illégalistes tels que Ravachol et Clément Duval, pour qui de telles expropriations étaient légitimes à cause de l’exploitation de la société par les capitalistes. Le soutien à cette théorie est particulièrement localisé en France, en Belgique et en Suisse.

## Concept
La reprise individuelle consiste à commettre un vol, conçu comme une réappropriation des biens par des personnes qui se considèrent volées par les classes dominantes. L'idée est soutenue par Sébastien Faure, mais les intellectuels anarchistes s'en éloignent généralement.
Une frange marginale de l’anarchisme individualiste européen en tire le concept de reprise individuelle comme un moyen de mettre fin à ce qu’ils considèrent comme le vol des travailleurs par les capitalistes, les politiciens et l’Église. L’expropriation individuelle est ainsi perçue comme une résistance légitime contre un ordre social injuste et comme un droit éthique à redistribuer les richesses.

## Historique

### Origines
En 1840, l’anarchiste français Pierre-Joseph Proudhon écrit Qu’est-ce que la propriété ?, question à laquelle il répond par la formule devenue célèbre : « La propriété, c'est le vol ! ». Ainsi, Proudhon considère que la propriété privée ne peut résulter que du travail individuel et que toute autre richesse est volée. Cette vision de l’économie est en ligne avec l’idée de propagande par le fait du Russe Mikhaïl Bakounine, lequel considère la violence physique contre les adversaires politiques comme un moyen d’inspirer les masses.

### Gain de popularité
La reprise individuelle prend son nom à la fin des années 1880, notamment par des braquages de banques, malgré une baisse d'activité depuis la répression de la commune de Paris. En 1880 à Vevey et en 1881 à Londres, des congrès anarchistes soutiennent l'illégalisme et la pratique du vol comme reprise par le pauvre de ce que le riche lui a volé, ou expropriation à fins de justice sociale. En 1885, Jean Grave publie dans Le Révolté une critique du vol, estimant que le voleur est un parasite jouissant de la vie sans travailler, comme le bourgeois, comme Jules Guesde. Quant à eux, Élisée Reclus et Paul Reclus soutiennent les anarchistes illégalistes.
En octobre 1886, Clément Duval, membre du gang des Panthères des Batignolles, est arrêté et jugé pour cambriolage. Il se défend en affirmant qu'il n'est pas voleur, mais qu'il s'est contenté de restituer le droit de la propriété. Adolescent, Marius Jacob qualifie le vol de « reprise de possession »; lui-même est plus tard arrêté pour vol. Il a redistribué le fruit de ses cambriolages aux activités anarchistes ou à des personnes pauvres.
Les débats qui naissent de la question de la reprise individuelle poussent à la constitution de l'anarchisme individualiste au début du vingtième siècle. Deux formes d'anarchisme individualisme s'opposent : d'un autre côté, la violence armée et la reprise individuelle, et de l'autre une révolte contre les conventions sociales en faveur de l'expression de soi libre.
Au Japon, la reprise individuelle est une pratique qui bat son plein dans les années 1920 et 1930, tandis que les antifascistes italiens exportent l'anarcho-banditisme en Argentine dans les années 1920. La Confédération nationale du travail estime que l'illégalisme est toléré s'il est commis au service de l'organisation, mais pas de façon individualiste.

### Déclin
La reprise individuelle est vue comme une esthétisation de la politique anarchiste, par exemple par Laurent Tailhade. En 1906, l'anarcho-individualisme recrute dans les milieux artistiques et l'anarchisme tend à devenir une esthétique plus qu'une méthode viable.
En 1910, les membres de la bande à Bonnot manient l'idée de la reprise individuelle pour leur défense. Leur arrestation et leur procès marquent la fin de la popularité du concept en France, en parallèle d'événements similaires à Londres, et la reprise individuelle disparaît presque entièrement des pratiques anarchistes en Europe. Rirette Maîtrejean écrit qu'elle ne voit pas l'intérêt de l'illégalisme après avoir été emprisonnée pour sa participation à la bande à Bonnot, les risques étant bien plus importants que les avantages.

## Analyses
Errico Malatesta différencie les voleurs selon leur motivation : « Est-ce que les anarchistes admettent le vol ? Il faut bien distinguer deux choses. S’il s’agit d’un homme qui veut travailler et ne trouve pas de travail et qui en serait réduit à mourir de faim au milieu des richesses, c’est un droit pour lui que de prendre ce qui lui est nécessaire […]. Mais s’il s’agit d’un vol dans le but d’échapper à la nécessité de travailler, dans le but de se constituer un capital et d’en vivre, c’est clair : les anarchistes n’admettent pas la propriété qui est le vol commis avec succès, consolidé, légalisé et utilisé comme moyen d’exploitation du travail d’autrui. »
La méthode du vol pour la propagande par le fait est critiquée par Malatesta, qui estime qu'elle ouvre la porte à la corruption et à la méfiance entre compagnons, facilitant l'espionnage et les dénonciations. Jean Maitron affirme que la reprise individuelle ne constitue aucun danger pour l'ordre établi, et envoie ceux qui s'y essaient à des sanctions lourdes.

## Postérité
Le personnage de Robin des Bois effectue une reprise individuelle.

### Radio
- Jean Lebrun, Philippe Pelletier, Les anarchistes : le moment terroriste, et après ?, France Inter, 26 novembre 2015, écouter en ligne.